# Мехта, Дипа
Дипа Мехта (англ. Deepa Mehta; род. 15 сентября 1950, Амритсар) — индо-канадский кинорежиссёр

, сценаристка. Лауреат более 20 международных кинематографических наград. Особенно известна как автор трилогии «Элементы», состоящей из фильмов «Огонь», «Земля», «Вода».

## Биография
Дипа Мехта родилась 15 сентября 1950 года в городе Амритсар, индийского штата Пенджаб в семье кинопрокатчика. В раннем детстве переехала с родителями в Нью-Дели. После получения начального образования обучалась в престижном Lady Shri Ram College. Высшее образование получила в Делийском университете, где специализировалась на изучении философии. Заинтересовалась съёмками документального кино, выступила автором нескольких короткометражных фильмов, при работе над которыми познакомилась с канадским документалистом Полем Зальцманом. В 1973 году пара поженилась, Дипа с супругом уехала на его родину, в Канаду.

## Творчество
Длительное время проработав на телевидении и в кино на вторых ролях, Дипа Мехта в 1991 году впервые в качестве главного режиссёра сняла фильм «Сэм и я» (англ. Sam & Me), который получил одобрение жюри 44-го Каннского кинофестиваля и специальный поощрительный приз «Золотая камера — особое упоминание». В 1994 году она снимает ленту «Камилла» уже со вполне «звёздным» дуэтом Бриджит Фонды и Джессики Тэнди. Примерно в эти же годы (1993 и 1996) она работает режиссёром-постановщиком двух эпизодов сериала «Хроники молодого Индианы Джонса».
В 1996 году Дипа Мехта выпускает фильм «Огонь», положивший основу так называемой трилогии «Элементы», части которой посвящены трём личным драматическим историям её соотечественников из Индии. Каждая ситуация так или иначе вступает в противоречие с религиозными табу или государственными устоями этой страны. Фильм был снят в Дели и Агре и по замыслу режиссёра должен был отразить современную Индию. Эта картина рассматривает, в том числе, вопросы интимных отношений между двумя женщинами. По словам наиболее авторитетного американского киноведа Роджера Эберта, исполнено это так завуалированно и невинно, что «критики скорее будут озадачены, чем возмущены. Лесбиянство настолько вне опыта индуистов, что в их языке отсутствуют слова для его обозначения». Однако в самой Индии лента, в которой впервые в национальном кинематографе были отражены гомосексуальные взаимоотношения, подверглась нападкам и преследованию. Сторонники правой партии Шив сена атаковали и поджигали кинотеатры в самых крупных городах страны. В международном фестивальном прокате фильм завоевал семь кинематографических призов. Второй фильм трилогии «Земля» был снят режиссёром в 1998 году вновь по собственному сценарию (но на основе романа Бапси Сидхва «Раскол Индии») и был посвящён противостоянию сторонников разных религий при разделе Британской Индии в 1947 году. Эта лента, снятая в Дели о реальной исторической драме пятидесятилетней давности, была принята в Индии очень позитивно и вошла в список 100 лучших национальных фильмов. Кроме того, картина была представлена Индией на Премию «Оскар» за лучший фильм на иностранном языке, но в финальный конкурс не попала.
В 2002 году Дипа Мехта ставит несколько необычную для своей творческой манеры картину — музыкальную мелодраму на грани кинокомедии «Голливуд/Болливуд», в ироничном ключе высмеивающую приёмы и стереотипы кинематографа Индии. И если Los Angeles Times отмечает лишь некоторое отсутствие утончённости и изысканности, то, например, обозреватель The Hollywood Reporter абсолютно негативно отзывается как о сценарии, так и о режиссуре, считая получившийся продукт отклонением от реальных возможностей Мехты.
В 2003 году Дипа Мехта начинает работу над третьей частью трилогии «Элементы» — картиной «Вода». Она посвящена судьбе девочки, выданной в восьмилетнем возрасте замуж и, практически тут же овдовевшей, вынужденную отправиться в пожизненное изгнание. Хотя события картины и относятся к 1938 году, её съёмки в Индии в очередной раз подверглись резким нападкам: режиссёру грозили смертью, декорации были сожжены. Только спустя два года кинопроизводство было продолжено в Шри Ланке. Этот проект Мехты стал наиболее успешным среди критиков и получил 17 профессиональных международных наград. Кроме того, он был выдвинут на кинопремию «Оскар» за лучший фильм на иностранном языке (на этот раз — от Канады), вышел в финал, но проиграл картине немецких кинематографистов.
В последующие годы Дипа Мехта снимает несколько фильмов разной направленности и жанров: комедийную мелодраму «Страна любви» (англ. The Republic of Love, 2003 год), драматическую историю эмигрантки из Индии «Небеса на земле» (англ. Heaven on Earth, 2008 год), криминальный триллер «Парни из Бебы» (англ. Beeba Boys, 2015 год). Однако, ни один из них не получил значительного коммерческого или фестивального успеха, кроме, вероятно, картины «Дети полуночи» (англ. Midnight's Children, 2012) — авантюрной драмы, отразившей главные политические и общественные события Индии XX века. Лента получила четыре международные премии, кроме того ещё в восьми категориях различных конкурсов была номинирована.
Дипа Мехта активно продолжает свою работу, проводя, по её словам, шесть месяцев в Канаде, шесть — в Индии. При этом, отправляясь в Канаду после замужества, страну она покидала физически, но не ментально. По её собственной оценке «когда мой самолёт садится в Торонто, я чувствую себя абсолютной канадкой, когда он приземляется в Дели — абсолютной индианкой. Я не могу поделить себя. Я та, кто я есть».

## Фильмография
| Год       |    | Русское название  | Оригинальное название | Роль                                               |
| --------- | -- | ----------------- | --------------------- | -------------------------------------------------- |
| 1984      | тф | Опасный залив     | Danger Bay            | режиссёр одного из эпизодов сериала                |
| 1991      | ф  | Сэм и я           | Sam & Me              | режиссёр, продюсер                                 |
| 1994      | ф  | Камилла           | Camilla               | режиссёр                                           |
| 1996      | ф  | Огонь             | Fire                  | автор сценария, режиссёр, продюсер                 |
| 1998      | ф  | Земля             | Earth                 | автор адаптированного сценария, режиссёр, продюсер |
| 2002      | ф  | Голливуд/Болливуд | Bollywood/Hollywood   | автор сценария, режиссёр, продюсер                 |
| 2003      | ф  | Страна любви      | The Republic of Love  | автор адаптированного сценария, режиссёр           |
| 2005      | ф  | Вода              | Water                 | автор сценария, режиссёр                           |
| 2008      | ф  | Небеса на земле   | Heaven on Earth       | автор сценария, режиссёр                           |
| 2012      | ф  | Дети полуночи     | Midnight's Children   | режиссёр                                           |
| 2015      | ф  | Парни из Бебы     | Beeba Boys            | автор сценария, режиссёр                           |
| 2016      | ф  | Анатомия насилия  | Anatomy of Violence   | режиссёр                                           |
| 2019—2019 | с  |                   | Leila                 | автор сценария, режиссёр, продюсер                 |
| 2019—2019 | с  |                   | Little America        | режиссёр                                           |

## Награды и номинации
- 1991 год, Каннский кинофестиваль — премия Золотая камера — специальное упоминание за фильм «Сэм и я».
- 1996 год, Международный кинофестиваль Мангейм — Гейдельберг — специальный приз жюри за фильм «Огонь».
- 1997 год, Аутфест (кинофестиваль) — приз зрительских симпатий за фильм «Огонь».
- 2003 год, Гильдия режиссёров Канады — номинация на премию DGC Team Award за фильм «Голливуд/Болливуд».
- 2003 год, кинопремия Джини (Канада) — лучший сценарий за фильм «Голливуд/Болливуд».
- 2003 год, Международный кинофестиваль в Ньюпорт (Род-Айленд) — премия молодёжного жюри за фильм «Голливуд/Болливуд».
- 2003 год, Sarasota Film Festival (Флорида, США) — Приз зрительских симпатий в категории кинокомедия, фильм «Голливуд/Болливуд».
- 2005 год, Кинофестиваль «Женский взгляд» (Торонто) — за карьерные достижения в качестве режиссёра.
- 2005 год, Международный кинофестиваль в Вальядолиде — приз молодёжного жюри и номинация на главный приз фестиваля за фильм «Вода».
- 2006 год, Союз женщин-кинодокументалистов — приз EDA Female Focus Award и номинация на главный приз за фильм «Вода».
- 2006 год, Кинокритики Нью-Йорка Онлайн (NYFCO) — Приз за гуманизм, фильм («Вода»).
- 2006 год, CAAMFest (Сан-Франциско — Приз зрительских симпатий, фильм («Вода»).
- 2006 год, Международный кинофестиваль в Бангкоке — приз Золотая Киннара за лучший фильм («Вода»).
- 2006 год, кинопремия Джини (Канада) — номинация на премию за лучший сценарий за фильм «Вода».
- 2006 год, фестиваль Films from the South (Осло) — премия за Лучший игровой фильм («Вода»).
- 2006 год, Сообзество кинокритиков Ванкувера (VFCC) — премия Лучший режиссёр канадского фильма.
- 2006 год, Сообщество женщин-кинокритиков (Women Film Critics Circle Awards) — Лучший зарубежный фильм о женщинах («Вода»).
- 2007 год, Премия международной академии кино Индии — специальная премия за «Выдающиеся достижения в области международного кино».
- 2008 год, Международный кинофестиваль в Дубае — премия за Лучший сценарий художественного фильма стран Азии и Африки и номинация на Лучший художественный фильм стран Азии и Африки за фильм «Небеса на земле».
- 2009 год, Гильдия режиссёров Канады — номинация на премию DGC Team Award за фильм «Небеса на земле».
- 2009 год, кинопремия Джини (Канада) — номинация на премию за лучший сценарий за фильм «Небеса на земле».
- 2012 год, Лондонский кинофестиваль — номинация на Лучший фильм «Дети полуночи».
- 2012 год, Международный кинофестиваль в Вальядолиде — номинация на главный приз фестиваля за фильм «Дети полуночи».
- 2013 год, Гильдия режиссёров Канады — премия DGC Team Award за фильм «Дети полуночи».
- 2013 год, почётный доктор Университета Райерсона[12]
- 2016 год, Фестиваль кинофильмов Юго-Восточной Азии (Вашингтон) — Специальный приз За вклад в мировой кинематограф.